# Aeroportul Île des Pins
Aeroportul Île des Pins (IATA: ILP, ICAO: NWWE) este un aeroport din Noua Caledonie, Franța ce deservește zona île des Pins⁠(d). Aeroportul a fost tranzitat în 2022 de 84.591 de pasageri. A fost numit după zona deservită.
Situat la o altitudine de 96 m, aeroportul dispune de o singură pistă.